# Magone I
Magone I (VI secolo a.C., ... – ...; fl. VI secolo a.C.) fu un re di Cartagine.
È identificato come il vero fondatore della potenza di Cartagine, successore di Malco. A Magone I e ai suoi discendenti della famiglia dei Magonidi, che tennero il potere fino al 480 a.C. circa, si deve la trasformazione della città da semplice colonia fenicia a potenza del Mediterraneo.
Durante il suo regno Cartagine rimase economicamente legata a Tiro, ma acquisì una sempre maggiore indipendenza politica accrescendo la propria influenza nel Mediterraneo occidentale.
Magone combatté i Greci contro ogni interferenza nei commerci fenici, ma ciò non gli impedì di sposare una donna di Siracusa per assicurarsi un alleato in Sicilia.
Magone si alleò con gli Etruschi contro i Focesi. Le due flotte alleate sconfissero i Greci nella battaglia navale di Alalia (540 a.C.-535 a.C.): la Corsica passò agli Etruschi, mentre i Cartaginesi si assicurarono la Sardegna.
Seguì quindi una guerra contro la città greca di Massalia per il controllo della penisola iberica. Nel 530 a.C. Magone andò in soccorso dei fenici di Gadir e ristabilì il controllo dello Stretto di Gibilterra e del sud, mentre i Greci ripiegarono sulla costa orientale.
Magone governò per circa vent'anni, dal 550 a.C. circa al 530 a.C. circa. Il suo successore fu Asdrubale I.